# 情熱の音色〜ヴォイス
『情熱の音色〜ヴォイス』（原題：Voice）は、アメリカ合衆国のロック・ギタリスト、ニール・ショーンが2001年にハイアー・オクターヴから発表したアルバム。全曲ともポピュラー・ソングのインストゥルメンタル・カバーである。

## 背景
マライア・キャリーやセリーヌ・ディオン等のレコーディングでプログラミングを担当してきたGary Cirimelliが、キーボードやアコースティック・ギターの演奏、ドラム・プログラミング、プロデュース、エンジニアリング、ミキシングで参加した。ショーン自身は後年のインタビューで、本作に関して「エレベーターの音楽みたいな仕上がりになることなく、1曲のボーカル・メロディを丸ごとギターで演奏するのは、思っていたより難しいことだと分かった」と振り返っている。

## 反響・評価
母国アメリカでは、『ビルボード』のニュー・エイジ・アルバム・チャートで15位を記録し、第44回グラミー賞で最優秀ポップ・インストゥルメンタル・アルバム賞にノミネートされた。Jonathan Widranはオールミュージックにおいて5点満点中3.5点を付け「ショーンのファン、或いは自分の好きな歌の、単なるBGMでないインストゥルメンタル版を聴きたい人にとっては優れたCDである。ただし、全曲オリジナルの会心作『ビヨンド・ザ・サンダー』の頃のマジックを取り戻すには至っていない」と評している。

## 収録曲
1. カルーソ - "Caruso" (ルーチョ・ダッラ) - 5:43
2. ヒーロー - "Hero" (Mariah Carey, Walter Afanasieff) - 4:21
3. アイ・ドゥ・イット・フォー・ユー - "(Everything I Do) I Do It for You" (Bryan Adams, Michael Kamen, Robert John Lange) - 5:53
4. やさしく歌って - "Killing Me Softly" (Charles Fox, Norman Gimbel) - 5:05
5. フロム・ディス・モーメント・オン - "From This Moment On" (Shania Twain, R. J. Lange) - 5:09
6. ホワイ - "Why" (Annie Lennox) - 4:55
7. 夕映えの恋人たち - "I Can't Make You Love Me" (Michael Reid, James Allen Shamblin) - 4:46
8. コン・テ・パルティロ（タイム・トゥ・セイ・グッバイ） - "Con te Partiro" (Lucio Quarantotto, Francesco Sartori) - 4:13
9. マイ・ハート・ウィル・ゴー・オン - "My Heart Will Go On" (James Horner, Will Jennings) - 4:43
10. ソング・フォー・ユー - "A Song for You" (Leon Russell) - 4:12

## 参加ミュージシャン
- ニール・ショーン - ギター
- Gary Cirimelli - キーボード、ドラム・プログラミング、アコースティック・ギター
- スコット・フラー - キーボード(on #1, #2, #4, #5, #7, #8, #9)